# Hogna infulata
Hogna infulata là một loài nhện trong họ Lycosidae.
Loài này thuộc chi Hogna. Hogna infulata được Carl Friedrich Roewer miêu tả năm 1959.